# Noël Lee
Noël Lee (25 de diciembre de 1924 - 15 de julio de 2013) fue un pianista clásico y compositor estadounidense que vivió en París, Francia. 
Nacido en 1924 en Nanjing, China, Lee estudió música en Lafayette, Indiana, y luego asistió a la Universidad de Harvard, a estudiar con Walter Piston, Irving Fine, y Tillman Merritt y fue también un estudiante de la Escuela de Música Longy a principios de 1940. Después de la Segunda Guerra Mundial, viajó a París, donde estudió música con Nadia Boulanger y fue amigo de Douglas Allanbrook. Compuso orquestales, de cámara, piano, vocal, y música de cine. Además, completó varias obras para piano de Franz Schubert sin terminar, y cadencias compuestas para conciertos para piano de Wolfgang Amadeus Mozart y Ludwig van Beethoven. Él también fue bien conocido por su acompañamiento de piano.